# Fabian de la Rosa
Fabian Cueto de la Rosa (Manilla, 5 mei 1869 - aldaar, 14 december 1937) was een Filipijns kunstschilder. De la Rosa staat bekend om zijn realistische portretten, genrestukken en landschappen met zachte kleuren.

## Werken

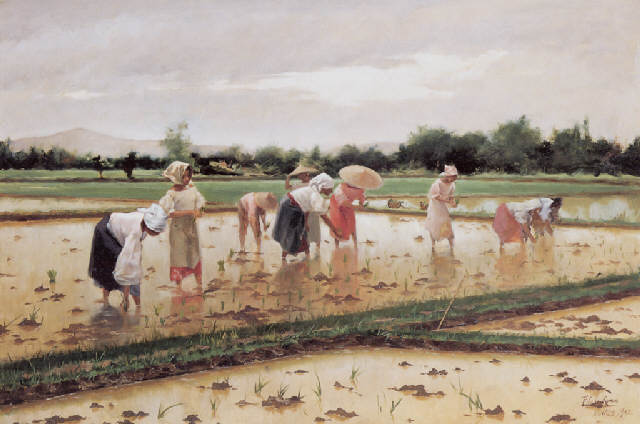
Women working in a Rice Field (1902)

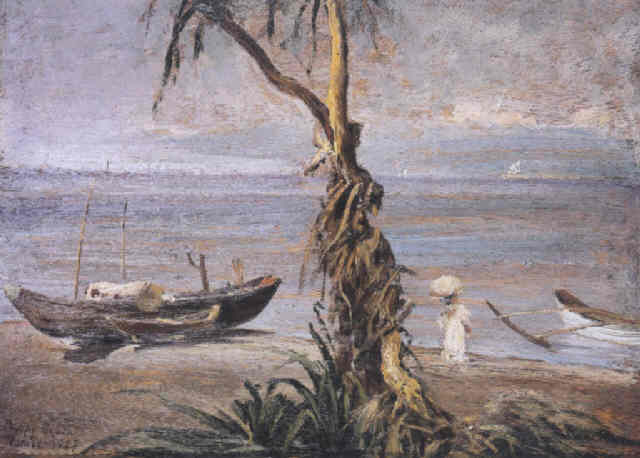
Pasay Beach, Manila (1927)

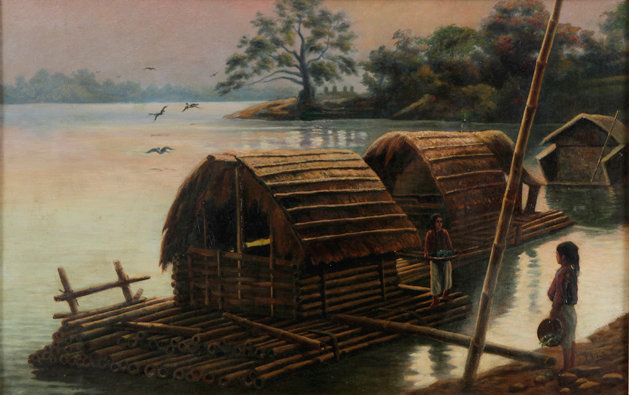
Barcazas en el Rio

Fabian de la Rosa schilderde vermoedelijk ongeveer 1000 werken. Deze kunnen worden ingedeeld in drie afzonderlijke perioden. In de eerste periode lag De la Rosa's focus op de techniek en ontbrak het de werken aan sfeer. Voorbeelden van werken uit deze periode zijn 'Transplanting Rice' en 'The Death of General Lawton'. In de tweede periode ligt de nadruk in zijn werk meer op de sfeer die de schilderijen uitstralen. Enkele voorbeelden hiervan zijn 'El kundiman' en 'Marikina Road'. In zijn derde periode experimenteerde hij met het gebruik van kleur. Een goed voorbeeld van een werk uit deze periode is 'Fishermen's Huts on Balut Island, Tondo', dat wel beschouwd wordt als zijn beste landschap.
Een selectie van zijn werken:
- Women Working in a Rice Field, 1902
- Transplanting Rice, 1904
- The Death of General Lawton, 1904
- Un recuerdo de la Villa Borghese (A Remembrance of the Villa Borghese), 1909
- Planting Rice, 1921
- Los Baños, 1922,
- La pintora (Woman Painter), 1926
- La bordadora (The Embroiderer), ca. 1926
- Landscape with Dark Trees, 1927
- Pasay Beach, Manila, 1927
- Young Filipina, 1928
- El kundiman (The Kundiman), 1930
- Riverview of Sta. Ana, 1938
- Marikina Road, ca. 1939
- Barcazas en el Rio
- View of Santa Ana
- Marikina Valley